# Malevez
Malevez war ein belgischer Hersteller von Automobilen aus Namur.

## Unternehmensgeschichte
Ateliers  Jules et Adolphe Malevez wurden 1894 gegründet. Es wurden Eismaschinen hergestellt. Zusätzlich wurden ab 1898 Nutzfahrzeuge wie Lastkraftwagen und Omnibusse sowie ab 1903 Personenkraftwagen produziert. 1905 endete die Fahrzeugproduktion. Nach dem Tod von Adolphe Malevez 1909 wurde das Unternehmen aufgelöst.

## Fahrzeuge
Die Nutzfahrzeuge entstanden nach einer Lizenz von Lifu. Es waren Dampfwagen.
Vom ersten Pkw-Modell wurden zwölf Exemplare als Taxis nach London geliefert. Ab 1904 wurden vier verschiedene Modelle hergestellt. Der 10 CV als kleinstes Modell hatte einen Zweizylindermotor des französischen Herstellers Matel. Die Modelle 12/14 CV, 18/22 CV und 30 CV hatten Vierzylindermotoren.